# Bleriken (Tärna socken, Lappland, 728390-148642)
Bleriken är en sjö i Storumans kommun i Lappland och ingår i Umeälvens huvudavrinningsområde. Sjön har en area på 0,179 kvadratkilometer och ligger 472,5 meter över havet. Sjön avvattnas av vattendraget Juksjaurbäcken (Stupelejukke).

## Delavrinningsområde
Bleriken ingår i det delavrinningsområde (728427-148657) som SMHI kallar för Mynnar i Göuta. Medelhöjden är 558 meter över havet och ytan är 7,11 kvadratkilometer. Räknas de 11 avrinningsområdena uppströms in blir den ackumulerade arean 137,42 kvadratkilometer. Juksjaurbäcken (Stupelejukke) som avvattnar avrinningsområdet har biflödesordning 2, vilket innebär att vattnet flödar genom totalt 2 vattendrag innan det når havet efter 364 kilometer. Avrinningsområdet består mestadels av skog (81 procent). Avrinningsområdet har 0,18 kvadratkilometer vattenytor vilket ger det en sjöprocent på 2,5 procent.